# Dicaelotus rufilimbatus
Dicaelotus rufilimbatus är en stekelart som först beskrevs av Johann Ludwig Christian Gravenhorst 1820.  Dicaelotus rufilimbatus ingår i släktet Dicaelotus och familjen brokparasitsteklar. Inga underarter finns listade i Catalogue of Life.